# Ginástica artística nos Jogos Pan-Americanos de 2007 - Barras paralelas
A final masculina das barras paralelas da ginástica artística nos Jogos Pan-Americanos de 2007 foi realizada em 17 de julho de 2007.

## Medalhistas
| Ouro   | USA Justin Spring         |
| Prata  | COL Jorge Hugo Giraldo    |
| Bronze | PUR Luis Vargas Velázquez |

## Qualificação
| Pos. | Ginasta                   | Pontos | Resultado |
| ---- | ------------------------- | ------ | --------- |
| 1    | USA Justin Spring         | 15,550 | Q         |
| 2    | COL Jorge Hugo Giraldo    | 15,100 | Q         |
| 3    | BRA Luis Anjos            | 15,050 | Q         |
| 4    | VEN José Luis Fuentes     | 14,850 | Q         |
| 5    | USA Guillermo Alvarez     | 14,800 | Q         |
| 6    | CUB Gerardo Medina        | 14,750 | Q         |
| 7    | USA David Luca Durante    | 14,800 |           |
| 8    | CUB Carlos Manuel Campaña | 14,750 | Q         |
| 9    | BRA Victor Rosa           | 14,650 | Q         |
| 10   | PUR Luis Vargas Velázquez | 14,650 | R         |
| 11   | VEN Iván Tovar            | 14,600 | R         |
| 12   | BRA Mosiah Rodrigues      | 14,600 |           |
| 13   | USA Joey Hagerty          | 14,600 |           |
| 14   | PUR Tommy Ramos Nin       | 14,550 | R         |

- Q - qualificado para a final
- R - reserva

## Final
| Pos.              | Ginasta                       | Nota A | Nota B | Pen. | Total  |
| ----------------- | ----------------------------- | ------ | ------ | ---- | ------ |
| Medalha de ouro   | USA Justin Spring             | 6,500  | 9,050  |      | 15,550 |
| Medalha de prata  | COL Jorge Hugo Giraldo        | 6,300  | 9,000  |      | 15,300 |
| Medalha de bronze | PUR Luis Vargas Velázquez [a] | 6,300  | 8,850  |      | 15,150 |
| 4                 | VEN José Luis Fuentes         | 6,200  | 8,850  |      | 15,050 |
| 5                 | CUB Gerardo Medina            | 5,900  | 8,900  |      | 14,800 |
| 6                 | CUB Carlos Manuel Campaña     | 5,900  | 8,825  |      | 14,725 |
| 7                 | BRA Luis Anjos                | 6,100  | 8,475  |      | 14,575 |
| 8                 | USA Guillermo Alvarez         | 4,400  | 8,600  |      | 13,000 |

a.^  Atleta qualificado para a final como reserva.